# Långbens galna gäng
Långbens galna gäng (engelska: Goof Troop) är en animerad komedi-TV-serie från Disney, och visades för första gången i amerikansk TV under mellan 5 september och 5 december 1992, totalt 78 avsnitt. De första 65 avsnitten sändes i syndikering om lördagsmornarna. Den 1 november 1992 sändes dessutom ett julavsnitt i syndikering, och hittills har serien fått uppföljare i form av två långfilmer, samt ett flertal serietidningsserier. Dessutom har delar av persongalleriet medverkat även i andra TV-serier och filmer.
Man får möta de gamla Disneykaraktärerna Långben och Petter, som nu har flyttat med sina familjer till Spoonerville, en typisk amerikansk småstad. Petter - han kallas aldrig mer än så i serien - porträtteras dock inte som den ondskefulla typ vi är vana att se honom, utan som en vanlig, om än lättretad, småfifflande, familjefar. Både Långben och Svarte-Petter framställs här dessutom som medelålders.

## Karaktärer
- Långben (Goofy) - Den godhjärtade ensamstående fadern som gör sitt bästa för att sonen ska vara stolt, och grannarna trivas med honom. Allt som oftast misslyckas han dock i sin strävan, till omgivningens förtvivlan.
- Max (Max, eg. Maximilian) - Långbens son, en vanlig 11-årig kille som gör sitt bästa för att passa in bland kompisarna och klara av skolan. Men har man Långben till far är det allt annat lätt. Han älskar ändå sin pappa väldigt mycket.
- Petter (Pete) - Grannen som gör sitt bästa att leva ett lugnt och behagligt liv. Med en fru som ständigt är på honom om saker som behöver göras i hemmet, och med sin gamle skolkompis, den ständigt lika energiske Långben, i grannhuset får han dock kämpa för det - hårt.
- P.J. (P.J.) - Petter Junior, även han 11 år och Petters son, tillika Max bästa kompis och vapendragare.
- Busan (Pistol) - P.Js femåriga lillasyster. Trivs som bäst när hon kan reta sin bror till vansinne.
- Peggy (Peg) - Petters highschool-kärlek som blev hans fru och livskamrat. Älskar sin make, trots hans ilskna humör och misslyckade idéer för hur man kan tjäna snabba pengar, eller arbeta mindre. Hon är mycket snäll mot Långben och hon vill mer än gärna att Petter ska vara snäll mot honom. Hon är oftast lugn, men väldigt bestämd med skinn på näsan. Då höjer hon gärna rösten för att sätta maken eller någon annan på plats.
- Våfflan (Waffles) - Långbens katt.
- Tuffsan (Chainsaw) - Petters hund.

## Långbens galna gäng i Sverige
I Sverige visades serien för första gången i Filmnet 1993 och i Disneydags i Kanal 1 hösten 1995, där den blev mycket populär. Den har därefter också repriserats i TV3. och även visats på Disney Channel och Toon Disney. Två köpvideor med 2 avsnitt på varje film från serien har även getts ut (Max och Långben får rampfeber - Max och Långben i sjönöd).
För den svenskspråkiga bearbetningen och dubbning svarade KM Studio.

## Röster

### Engelska röster
- Bill Farmer - Långben
- Dana Hill - Max
- Jim Cummings - Petter
- Rob Paulsen - P.J.
- April Winchell - Peggy
- Nancy Cartwright - Busan

### Svenska röster
- Hans Lindgren - Långben
- Mia Kihl - Max
- Anders Lönnbro - Petter
- Anders Öjebo - P.J.
- Christel Körner - Peggy
- Myrra Malmberg - Busan

## Avsnittsguide
Det som kallas "säsong 1" och "säsong 2" sändes ursprungsvis, hösten 1992, parallellt med varandra.
Säsong 1 visades vardagseftermiddagar på det syndikerade Disney Afternoon medan säsong 2 visades lördagar på ABC.
Den 5 december 1993, precis ett år efter seriens slut, sändes dessutom ett specialavsnitt, som även kom att inkluderades i videofilmen "Musse Pigg och hans vänner firar jul" (Mickey's Once Upon a Christmas, 1999).
Ett rykte gör gällande att ytterligare ett avsnitt, Party Animal, ska ha sänts under våren 1992. Det har dock inte kunnat bekräftas.

### Säsong 1
| Nr | Svensk titel                 | Engelsk titel                                       |
| -- | ---------------------------- | --------------------------------------------------- |
| 1  | Långben flyttar hem          | Everything's Coming Up Goofy (Forever Goof, Part 1) |
| 2  | Goda Grannar                 | Good Neighbor Goofy (Forever Goof, Part 2)          |
| 3  | Stärkande skräck             | Midnight Movie Madness                              |
| 4  | Vildar i Vildmarken          | You Camp Take It With You                           |
| 5  | Petter startar en tidning    | All the Goof That's Fit to Print                    |
| 6  | Ärlighet varar längst        | In Goof We Trust                                    |
| 7  | Inspektör Långben            | Inspector Goofy                                     |
| 8  | Pizza paj                    | Pizza the Action                                    |
| 9  | Mycket lös egendom           | Unreal Estate                                       |
| 10 | Ensamhetsbegär               | Cabana Fever                                        |
| 11 | Dubbelgångaren               | Counterfeit Goof                                    |
| 12 | Långben tar priset           | Meanwhile, Back at the Ramp                         |
| 13 | Gränstvist                   | Goof Under My Roof                                  |
| 14 | I hetluften                  | Hot Air                                             |
| 15 | Fiskafänge                   | Slightly Dinghy                                     |
| 16 | Petter-mobilen               | O, R-V, I N-V U                                     |
| 17 | Tönt-Förbannelsen            | The Good, the Bad & the Goofy                       |
| 18 | Onkel Roy                    | Major Goof                                          |
| 19 | Kompisanda                   | Buddy Building                                      |
| 20 | Långben klarar biffen        | The Incredible Bulk                                 |
| 21 | Brandman Långben rycker ut   | Where There's Smoke, There's Goof                   |
| 22 | Kär och luden                | Winter Blunderland                                  |
| 23 | Operation återvinning        | Waste Makes Haste                                   |
| 24 | Matbegär                     | To Catch a Goof                                     |
| 25 | Elon Långben                 | The Ungoofables                                     |
| 26 | Badkars-Rally                | Tub Be or Not Tub Be                                |
| 27 | Närkontakt av värsta graden  | Close Encounters of the Weird Mime                  |
| 28 | Träff med ödet               | Date With Destiny                                   |
| 29 | Plågad av plus               | Axed by Addition                                    |
| 30 | Max-imal säkerhet            | Max-imum Protection                                 |
| 31 | Gängledaren                  | Leader of the Pack                                  |
| 32 | Motionera mera               | Gymnauseum                                          |
| 33 | Dundergumparna               | Lethal Goofin                                       |
| 34 | Svinhugg går igen            | For Pete's Sake                                     |
| 35 | Hög Konkurrens               | Window Pains                                        |
| 36 | Muppalong Långben            | Gunfight at the Okie Doke Corral                    |
| 37 | Vansinnigt bollsinne         | Take Me Out of the Ball Game                        |
| 38 | Rocken rullar och slår       | Shake, Rattle & Goof                                |
| 39 | Adjö herr Långben            | Goodbye Mr. Goofy                                   |
| 40 | Flugorna Kommer              | Come Fly With Me                                    |
| 41 | Arvingarna                   | Where There's a Will, There's a Goof                |
| 42 | Sjuk humor                   | Terminal Pete                                       |
| 43 | Årets hemhjälp               | Mrs. Spoonerville                                   |
| 44 | Tricks, lögner och videoband | Wrecks, Lies & Videotape                            |
| 45 | Guldrush                     | Fool's Gold                                         |
| 46 | Långben Hood                 | Goofin 'Hood & His Melancholy Men                   |
| 47 | Storstadsblues               | Big City Blues                                      |
| 48 | Andnöd                       | Goofs of a Feather                                  |
| 49 | Bil-tur                      | Rally Round the Goof                                |
| 50 | Frankenlångs monster         | Frankengoof                                         |
| 51 | Petter blir hästskojare      | Pete's Day at the Races                             |
| 52 | Ombytta roller               | As Goof Would Have It                               |
| 53 | Släktträff                   | Calling All Goofs                                   |
| 54 | Alla spökens natt            | Hallow-weenies                                      |
| 55 | Grundlurad                   | Partners in Grime                                   |
| 56 | Petter tar ledigt            | To Heir Is Human                                    |
| 57 | Den stora överraskningen     | And Baby Makes Three                                |
| 58 | Professor Långben            | E = MC Goof                                         |
| 59 | Våfflan blir upptäckt        | Cat's Entertainment                                 |
| 60 | Att plugga eller inte plugga | Educating Goofy                                     |
| 61 | Valkampanjen                 | A Goof of the People                                |
| 62 | En musikalisk mardröm        | Dr Horatio's Magic Orchestra                        |
| 63 | Ett svartbygge för Petter    | Nightmare on Goof Street                            |
| 64 | Ett jätteproblem             | Goof Fellas                                         |
| 65 | Bröllopsdagen                | Peg O' the Jungle                                   |

### Säsong 2
| Nr | Svensk titel        | Engelsk Titel                |
| -- | ------------------- | ---------------------------- |
| 66 | Ett förlorat ägg    | Great Egg-Spectations        |
| 67 | Snattaren           | Maximum Insecurity           |
| 68 | Vilken cirkus       | Three Ring Bind              |
| 69 | Skinnknuttarna      | Queasy Rider                 |
| 70 | PJ blir kär         | Puppy Love                   |
| 71 | Överklassambitioner | Goofin' Up the Social Ladder |
| 72 | Sherlock Långben    | Sherlock Goof                |
| 73 | Den store Maxini    | Talent to the Max            |
| 74 | Grottman Långben    | Clan of the Cave Goof        |
| 75 | Höjdskräck          | From Air to Eternity         |
| 76 | Busan söker en vän  | Pistolgeist                  |
| 77 | Vattenbrist         | Bringin' On the Rain         |
| 78 | Petters minigolf    | Tee for Two                  |

### Specialavsnitt
| Nr | Titel                                                           |
| -- | --------------------------------------------------------------- |
| 79 | Have Yourself a Goofy Little Christmas (A Goof Troop Christmas) |

## Långben och Max i film och på TV

### Långfilmer
Efter att serien lades ned har den även fått uppföljare i form av två långfilmer:
- Janne Långben - The Movie (A Goofy Movie) fick biopremiär i USA den 7 april 1995, och ett drygt år senare på svenska biografer
- En extremt långbent film (An Extremely Goofy Movie) släpptes i USA direkt på video den 29 februari 2000, men har på svenska visats på tv och släppts på DVD. Filmerna har dock inte samma svenska röster som på Långbens galna gäng.

I långfilmerna har det dock gått några år sedan serien - Max och P.J. är nu tonåringar, och i "En extremt långbent film" börjar de på college. Till skillnad från TV-serien syns dessutom varken Peggy, Busan, Våfflan eller Tuffsan till.

### Efter Långbens galna gäng
Långben och Max har fortsatt att synas tillsammans. 2001-2002 har de några av huvudrollerna i TV-serien Hos Musse, där så gott som samtliga Disneys film- och TV-figurer medverkar, och i den 3D-animerade videofilmen Musses jul i Ankeborg (Mickey's Twice Upon a Christmas, 2004) får tittarna se dem fira jul ihop.

### TV-seriens rötter
Rötterna till "Långbens galna gäng" går faktiskt så långt tillbaka som till 1950-talet, då Långben fick en son, Goofy Jr., i de kortfilmer som visades på bio. Det är denne Junior som i dessa kortfilmer kom att växa upp och så småningom få namnet Max i "Långbens galna gäng". Totalt medverkade Goofy Jr. i fem kortfilmer:
- Jan Långben blir pappa (1951)
- Jan Långben jagar storvilt (1952)
- Jan Långbens lediga dag (1953)
- Jan Långben som Åke Mjuk (1953)
- Jan Långben på vattenskidor (1961)

Det är också noterbart att Max mamma, Mrs. Goofy, medverkar i ett par av dessa filmer. Vad som hände med henne är dock inte klarlagt.
Karaktären P.G är ännu äldre; han dök upp för första gången 1942 i kortfilmen Kalle Anka som hissgrabb med Kalle Anka.

## Serietidningar
Drygt tjugo serietidningsäventyr med Långben, Max, P.J. och resten av "Långbens galna gäng", kom att produceras i kölvattnet av TV-serien. I Sverige publicerades en del av dessa i albumet Walt Disney's Serier 1/1996: Janne Långben - The Movie, vars huvudnummer var serieversionen av filmen med samma namn. I övrigt har inga Goof Troop-serier nått den svenska publiken.

## Video
Tre avsnitt ur Långbens galna gäng har släppts på DVD med region 1. Avsnittet "Calling All Goofs" (minus förspelsmusiken) finns som ett bonusmaterial på region 1-utgåvan av Janne Långben - The Movie. Det är okänt om fler DVD-skivor kommer att släppas.

## Datorspel
Ett datorspel, Goof Troop, kom ut 1993 till Super Nintendo Entertainment System.

### Fotnoter
1. ↑  ”A Goof Troop Christmas” (på engelska). Big Cartoon Database. 1 november 1992. https://www.bcdb.com/cartoon/55081-Goof-Troop-Christmas=. Läst 16 juli 2016.
2. ↑  Svensk Mediedatabas, läst 22 maj 2023
3. ↑  ”Långbens galna gäng”. Svensk mediedatabas. http://smdb.kb.se/catalog/search?q=%22L%C3%A5ngbens+galna+g%C3%A4ng%22&sort=OLDEST. Läst 16 juli 2016.